# هوغو سواريس (سياسي)
هوغو سواريس (بالبرتغالية: Hugo Soares‏) هو سياسي برتغالي، ولد في 2 مارس 1983 في براغا في البرتغال. حزبياً، نشط في الحزب الديمقراطي الاجتماعي (البرتغال). وقد انتخب عضو مجلس الجمهورية ‏ عن دائرة دائرة براقرة ‏ وقد انضم خلال فترته النيابية ‏  للكتلة البرلمانية الحزب الديمقراطي الاجتماعي (البرتغال).